# Chimaerarhynchus rougetae
Chimaerarhynchus rougetae is een lintworm (Platyhelminthes; Cestoda). De worm is tweeslachtig. De soort leeft als parasiet in andere dieren.
Het geslacht Chimaerarhynchus, waarin de lintworm wordt geplaatst, wordt tot de familie Gymnorhynchidae gerekend. De wetenschappelijke naam van de soort werd voor het eerst geldig gepubliceerd in 1989 door Beveridge & Campbell.